# Altay Bayındır
Altay Bayındır (Osmangazi, 14 aprile 1998) è un calciatore turco, portiere del Manchester Utd e della nazionale turca.

## Carriera

### Club

#### Inizi, Ankaragücü e Fenerbahçe
Cresce calcisticamente nel Bursaspor, nel TSE Arbayataği Spor, nel Bursa Yolspor e poi nell'Ankaragücü. Debutta con la prima squadra dell'Ankaragücü il 30 novembre 2018, nella partita di Süper Lig pareggiata per 1-1 contro il Çaykur Rizespor. Milita per cinque stagioni nella squadra di Ankara.
L'8 luglio 2019 si trasferisce al Fenerbahçe, con cui firma un contratto quadriennale. Divenuto il titolare del ruolo di portiere al posto di Harun Tekin, il 19 agosto seguente debutta con il club nella vittoria per 5-0 contro il Gaziantep allo stadio Şükrü Saracoğlu. Il 30 ottobre 2021 si infortuna nella partita persa per 2-1 in casa del Konyaspor e si vede costretto all'inattività per tre mesi. Nel marzo 2023 rinnova il contratto fino al 2027, mentre nel mese di aprile viene operato di ernia.

#### Manchester United
Il 1º settembre 2023 viene acquistato dal Manchester Utd per circa 4,3 milioni di sterline.
Riserva di André Onana, esordisce con gli inglesi il 28 gennaio 2024 nel successo esterno in FA Cup contro il Newport County (2-4). Dopo avere disputato alcune partite nelle coppe il 13 aprile 2025 esordisce in Premier League nella sconfitta in trasferta contro il Newcastle Utd (4-1).

### Nazionale
Il 27 marzo 2018 debutta con la nazionale Under-21 turca disputando il match di qualificazione per gli Europei Under-21 2019 vinto 4-2 contro Malta.
Il 27 maggio 2021 esordisce in nazionale maggiore nel successo per 2-1 in amichevole contro l'Azerbaigian. Quattro giorni dopo viene inserito nella lista dei convocati per gli europei.

## Statistiche

### Presenze e reti nei club
Statistiche aggiornate al 17 agosto 2025.
| Stagione              | Squadra               | Campionato            | Campionato | Campionato | Coppe nazionali | Coppe nazionali | Coppe nazionali | Coppe continentali | Coppe continentali | Coppe continentali | Altre coppe | Altre coppe | Altre coppe | Totale | Totale |
| Stagione              | Squadra               | Comp                  | Pres       | Reti       | Comp            | Pres            | Reti            | Comp               | Pres               | Reti               | Comp        | Pres        | Reti        | Pres   | Reti   |
| --------------------- | --------------------- | --------------------- | ---------- | ---------- | --------------- | --------------- | --------------- | ------------------ | ------------------ | ------------------ | ----------- | ----------- | ----------- | ------ | ------ |
| 2014-2015             | Ankaragücü            | 2. L                  | 0          | 0          | TK              | 0               | 0               | -                  | -                  | -                  | -           | -           | -           | 0      | 0      |
| 2015-2016             | Ankaragücü            | 2. L                  | 2          | -4         | TK              | 0               | 0               | -                  | -                  | -                  | -           | -           | -           | 2      | -4     |
| 2016-2017             | Ankaragücü            | 2. L                  | 1          | 0          | TK              | 0               | 0               | -                  | -                  | -                  | -           | -           | -           | 1      | 0      |
| 2017-2018             | Ankaragücü            | 1. L                  | 8          | -7         | TK              | 1               | -2              | -                  | -                  | -                  | -           | -           | -           | 9      | -9     |
| 2018-2019             | Ankaragücü            | SL                    | 17         | -28        | TK              | 2               | -1              | -                  | -                  | -                  | -           | -           | -           | 19     | -29    |
| Totale Ankaragücü     | Totale Ankaragücü     | Totale Ankaragücü     | 28         | -39        |                 | 3               | -3              |                    | -                  | -                  |             | -           | -           | 31     | -42    |
| 2019-2020             | Fenerbahçe            | SL                    | 32         | -44        | TK              | 3               | -6              | -                  | -                  | -                  | -           | -           | -           | 35     | -50    |
| 2020-2021             | Fenerbahçe            | SL                    | 33         | -31        | TK              | 2               | 0               | -                  | -                  | -                  | -           | -           | -           | 35     | -31    |
| 2021-2022             | Fenerbahçe            | SL                    | 24         | -20        | TK              | 0               | 0               | UEL+UECL           | 5+2                | -8 + -6            | -           | -           | -           | 31     | -34    |
| 2022-2023             | Fenerbahçe            | SL                    | 26         | -31        | TK              | 1               | -1              | UCL+UEL            | 2+11               | -2 + -11           | -           | -           | -           | 40     | -45    |
| ago.-set. 2023        | Fenerbahçe            | SL                    | 1          | -1         | TK              | 0               | 0               | UECL               | 3                  | -1                 | ST          | 0           | 0           | 4      | -2     |
| Totale Fenerbahçe     | Totale Fenerbahçe     | Totale Fenerbahçe     | 116        | -127       |                 | 6               | -7              |                    | 23                 | -28                |             | -           | -           | 145    | -162   |
| set. 2023-2024        | Manchester Utd        | PL                    | 0          | 0          | FACup+CdL       | 1+0             | -2              | UCL                | 0                  | 0                  | -           | -           | -           | 1      | -2     |
| 2024-2025             | Manchester Utd        | PL                    | 4          | -10        | FACup+CdL       | 1+3             | -1 + -6         | UEL                | 1                  | 0                  | CS          | 0           | 0           | 8      | -17    |
| 2025-2026             | Manchester Utd        | PL                    | 1          | -1         | FACup+CdL       | 0               | 0               | -                  | -                  | -                  | -           | -           | -           | 1      | -1     |
| Totale Manchester Utd | Totale Manchester Utd | Totale Manchester Utd | 5          | -11        |                 | 5               | -9              |                    | 1                  | 0                  |             | 0           | 0           | 11     | -20    |
| Totale carriera       | Totale carriera       | Totale carriera       | 149        | -177       |                 | 14              | -19             |                    | 24                 | -28                |             | 0           | 0           | 186    | -220   |

### Cronologia presenze e reti in nazionale
| Cronologia completa delle presenze e delle reti in nazionale ― Turchia | Cronologia completa delle presenze e delle reti in nazionale ― Turchia | Cronologia completa delle presenze e delle reti in nazionale ― Turchia | Cronologia completa delle presenze e delle reti in nazionale ― Turchia | Cronologia completa delle presenze e delle reti in nazionale ― Turchia | Cronologia completa delle presenze e delle reti in nazionale ― Turchia | Cronologia completa delle presenze e delle reti in nazionale ― Turchia | Cronologia completa delle presenze e delle reti in nazionale ― Turchia |
| Data                                                                   | Città                                                                  | In casa                                                                | Risultato                                                              | Ospiti                                                                 | Competizione                                                           | Reti                                                                   | Note                                                                   |
| ---------------------------------------------------------------------- | ---------------------------------------------------------------------- | ---------------------------------------------------------------------- | ---------------------------------------------------------------------- | ---------------------------------------------------------------------- | ---------------------------------------------------------------------- | ---------------------------------------------------------------------- | ---------------------------------------------------------------------- |
| 27-5-2021                                                              | Alanya                                                                 | Turchia                                                                | 2 – 1                                                                  | Azerbaigian                                                            | Amichevole                                                             | -1                                                                     | 63’                                                                    |
| 1-9-2021                                                               | Istanbul                                                               | Turchia                                                                | 2 – 2                                                                  | Montenegro                                                             | Qual. Mondiali 2022                                                    | -2                                                                     |                                                                        |
| 29-3-2022                                                              | Konya                                                                  | Turchia                                                                | 2 – 3                                                                  | Italia                                                                 | Amichevole                                                             | -3                                                                     |                                                                        |
| 14-6-2022                                                              | Smirne                                                                 | Turchia                                                                | 2 – 0                                                                  | Lituania                                                               | UEFA Nations League 2022-2023 - 1º turno                               | -                                                                      |                                                                        |
| 25-9-2022                                                              | Tórshavn                                                               | Fær Øer                                                                | 2 – 1                                                                  | Turchia                                                                | UEFA Nations League 2022-2023 - 1º turno                               | -2                                                                     |                                                                        |
| 12-9-2023                                                              | Genk                                                                   | Giappone                                                               | 4 – 2                                                                  | Turchia                                                                | Amichevole                                                             | -1                                                                     | 46’                                                                    |
| 18-11-2023                                                             | Berlino                                                                | Germania                                                               | 2 – 3                                                                  | Turchia                                                                | Amichevole                                                             | -2                                                                     |                                                                        |
| 21-11-2023                                                             | Cardiff                                                                | Galles                                                                 | 1 – 1                                                                  | Turchia                                                                | Qual. Euro 2024                                                        | -                                                                      | 33’ 90+2’                                                              |
| 4-6-2024                                                               | Bologna                                                                | Italia                                                                 | 0 – 0                                                                  | Turchia                                                                | Amichevole                                                             | -                                                                      |                                                                        |
| 22-6-2024                                                              | Dortmund                                                               | Turchia                                                                | 0 – 3                                                                  | Portogallo                                                             | Euro 2024 - 1º turno                                                   | -3                                                                     |                                                                        |
| Totale                                                                 |                                                                        | Presenze                                                               | 10                                                                     |                                                                        | Reti                                                                   | -14                                                                    |                                                                        |

## Palmarès
- Coppa di Turchia: 1

Fenerbahçe: 2022-2023
- Coppa d'Inghilterra: 1

Manchester United: 2023-2024